# Actaeomorpha erosa
Actaeomorpha erosa is een krabbensoort uit de familie van de Aethridae. De wetenschappelijke naam van de soort is voor het eerst geldig gepubliceerd in 1877 door Miers.